# George Latimer Bates
George Latimer Bates (Abingdon, 21 de Março de 1863 – Chelmsford, 31 de Janeiro de 1940) foi um naturalista e zoólogo dos Estados Unidos da América.
Estudou no "Colégio Knox", Galesburg e no Seminário Teológico de Chicago.
Viajou por África em 1895, estudando as aves nos Camarões. Colecciona espécimenes de história natural e envia-os para o Museu de História Natural de Londres.
Em 1928 muda-se para a Inglaterra e escreve  Handbook on the Birds of West Africa (1930). Anos mais tarde aprendeu árabe e viajou a Arábia em 1934 para completar os seus estudos ornitológicos.
Não conseguiu publicar o trabalho mas escreveu diversos artigos sobre aves da Arábia para a publicação Ibis. O seu manuscrito não publicado sobre as aves da Arábia foi mais tarde utilizado por Richard Meinertzhagen.